# Conteville (Senna Marittima)
Conteville è un comune francese di 511 abitanti situato nel dipartimento della Senna Marittima nella regione della Normandia.

## Società

### Evoluzione demografica
Abitanti censiti